# Haus des Lehrers
Haus des Lehrers (HdL) – wieżowiec w berlińskiej dzielnicy Mitte na Alexanderplatz 9. W skład budynku wchodzi również dwupiętrowa sala kongresowa o wymiarach 50 × 50 metrów, od 2003 roku siedziba Berlin Congress Center.
Dom Nauczyciela został zbudowany w pobliżu przedwojennej siedziby Stowarzyszenia Niemieckich Nauczycieli (Deutscher Lehrerverein), która została zniszczona podczas II wojny światowej. 12-kondygnacyjny, 54-metrowy budynek według planu Hermanna Henselmanna wzniesiono w latach 1962–1964 i był pierwszym wieżowcem przy Alexanderplatz.
Dom Nauczyciela jest typowym przykładem powojennego modernizmu.
Znakiem szczególnym budynku jest fryz między drugim a piątym piętrem, nazwany Nasze życie (Unser Leben), przedstawiający sceny z życia społeczeństwa NRD. Zaprojektowany i wyprodukowany zostało przez niemieckiego artystę Waltera Womacka w latach 1962–1964, we współpracy z innymi artystami. Mozaika składa się z ponad 800 tysięcy pojedynczych kolorowych płytek, ma sumaryczne wymiary 7 x 125 metrów, co czyni ją największym pod względem powierzchni dziełem sztuki w Europie.
Po zjednoczeniu Niemiec budynek stał się własnością miasta. Od 1994 roku wynajmowany, a w 2001 roku sprzedany spółdzielni mieszkaniowej Berlin-Mitte (Wohnungsbaugesellschaft Berlin-Mitte).

## Galeria

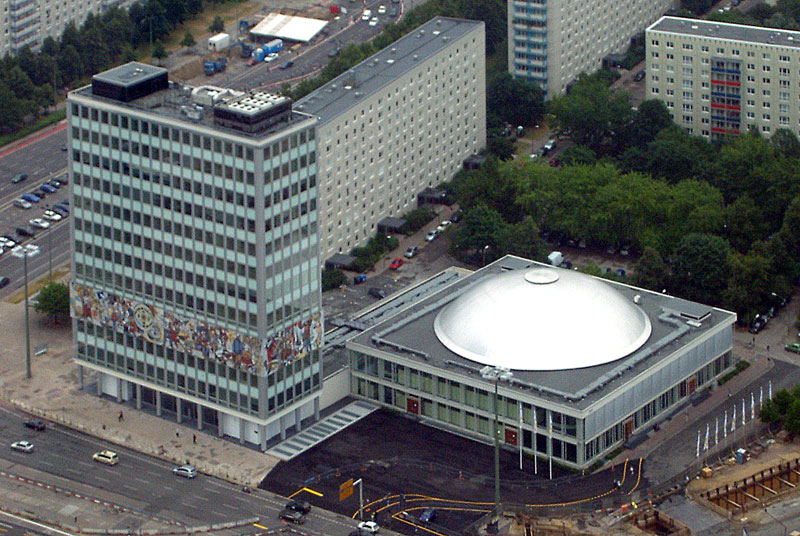
Dom Nauczyciela z salą kongresową (2005)
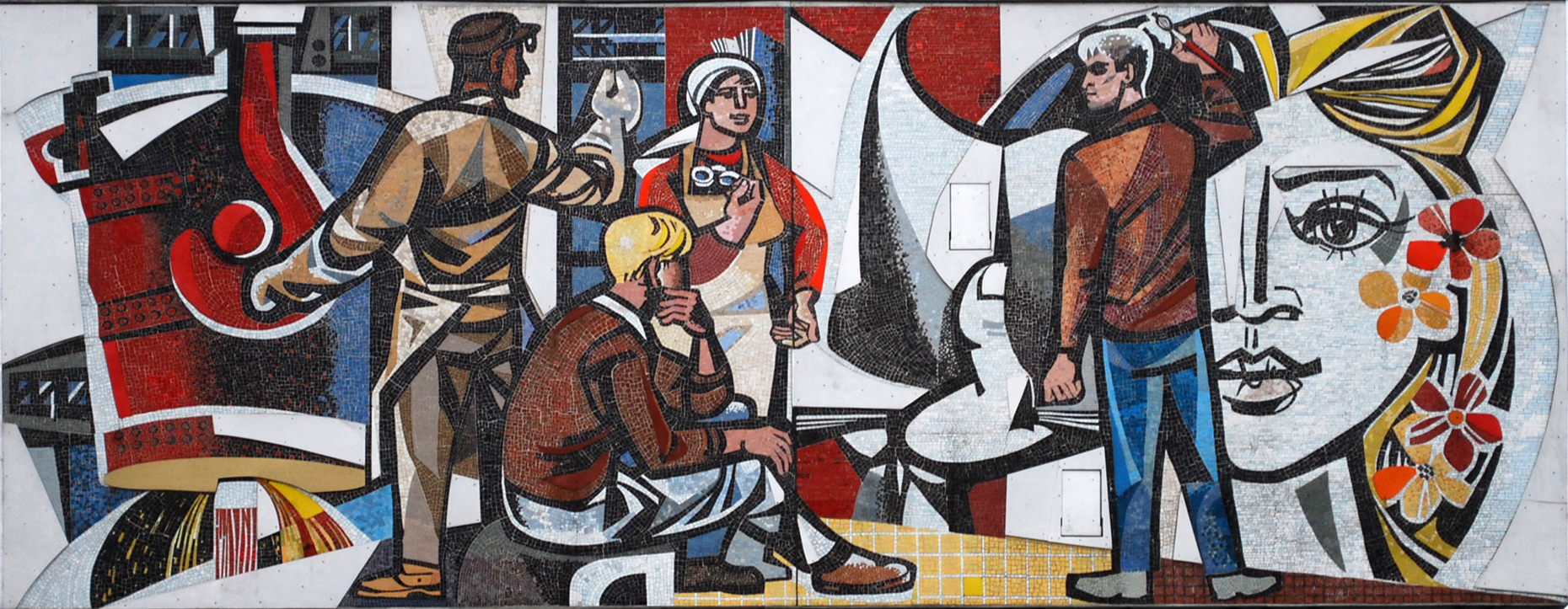
Detal mozaiki Nasze Życie
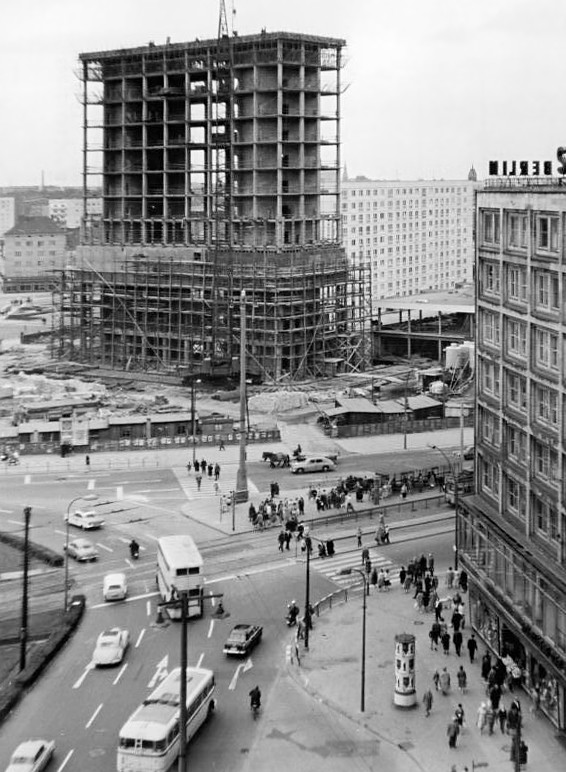
Dom Nauczyciela w budowie 1963 rok